# Jodie Prenger
Jodie Prenger (Blackpool, 12 giugno 1979) è un'attrice britannica.

## Biografia
Jodie Prenger ha raggiunto la fama nel Regno Unito nel 2008 quando ha vinto il talent show I'd Do Anything; ottenne così il ruolo di Nancy in un revival di Oliver! in scena al Drury Lane Theatre del West End con Rowan Atkinson nel ruolo di Fagin. Prima di Oliver! aveva recitato nel West End nell'ensemble di Les Misérables al Queen's Theatre. Dopo essere rimasta nel cast per oltre diciotto mesi, nel 2010 si unì alla tournée britannica del musical Spamalot nel ruolo della Dama del Lago. Tornò a recitare brevemente nel musical nel 2014 nella produzione stabile del musical al Playhouse Theatre di Londra.
Nel 2012 tornò a calcare le scene del West End in un adattamento de Il servitore di due padroni all'Haymarket Theatre, mentre nel 2015 recitò nel ruolo di Miss Hannigan nel tour inglese di Annie. Sempre nel 2015 ha interpretato Emma nello one-woman-show di Andrew Lloyd Webber Tell Me on a Sunday. Nel 2016 recitò nuovamente in Les Misérables, questa volta al Teatro dell'Opera di Dubai nel ruolo dell'antagonista Madame Thénardier. Nel 2019 recitò nuovamente nel tour britannico di Annie e tornò a recitare sulle scene londinesi in un revival di Sapore di miele ai Trafalgar Studios. Nel 2021 tornò a recitare in un tour di Tell Me on a Sunday.

## Filmografia parziale

### Televisione
- Waterloo Road – serie TV, 1 episodio (2011)
- Hustle - I signori della truffa – serie TV, 1 episodio (2012)
- Maghi contro alieni – serie TV, 2 episodi (2013)
- Casualty – serie TV, 1 episodio (2015)
- Jamie Johnson – serie TV, 4 episodi (2017-2018)
- Years and Years – serie TV, 1 episodio (2019)